# Tautoga
Tautoga is een monotypisch geslacht in de familie Lipvissen (Labridae) in de orde van de Baarsachtigen (Perciformes).

## Soort
Volgens FishBase bestaat dit geslacht uit slechts één soort:
- Tautoga onitis (Frans: Tautogue noir) Linnaeus, 1758